# Cosmes
Cosmes – miejscowość i gmina we Francji, w regionie Kraj Loary, w departamencie Mayenne.
Według danych na rok 2010 gminę zamieszkiwało 316 osób, a gęstość zaludnienia wynosiła 23 osoby/km².